# 사카어

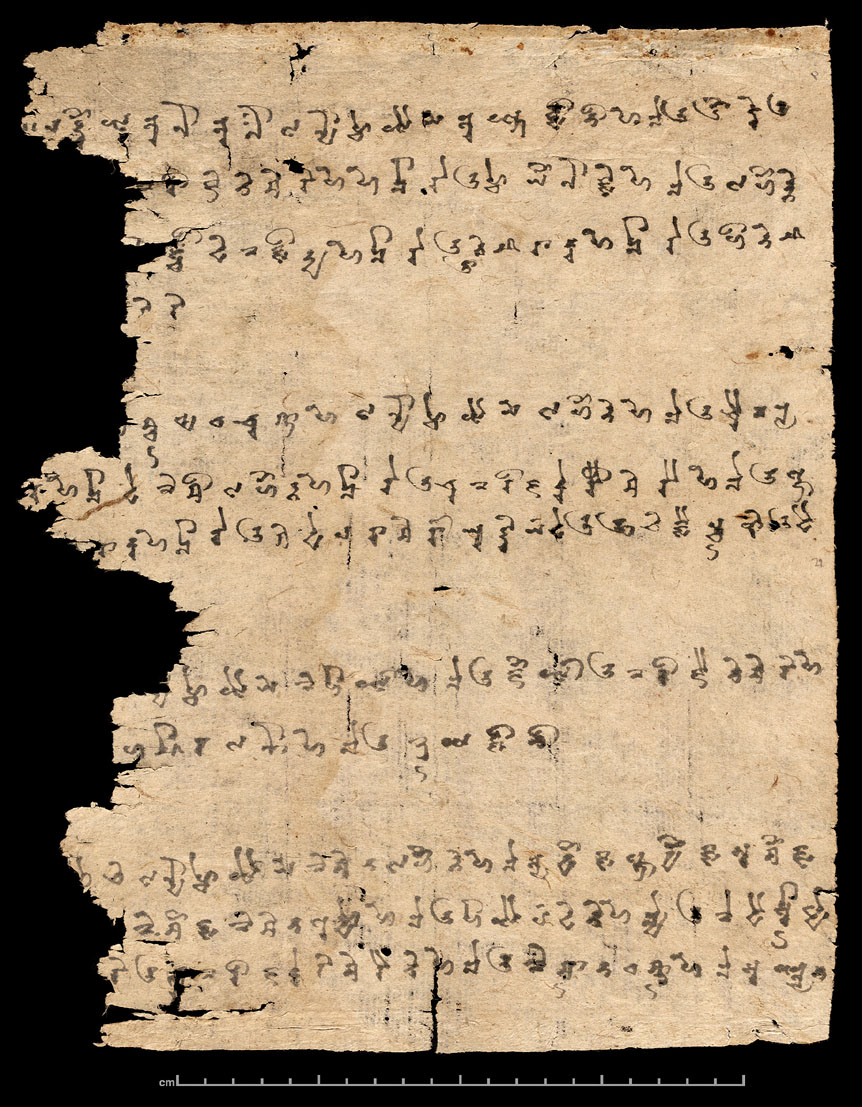
호탄어 12지
BLI6 OR11252 1R2 1

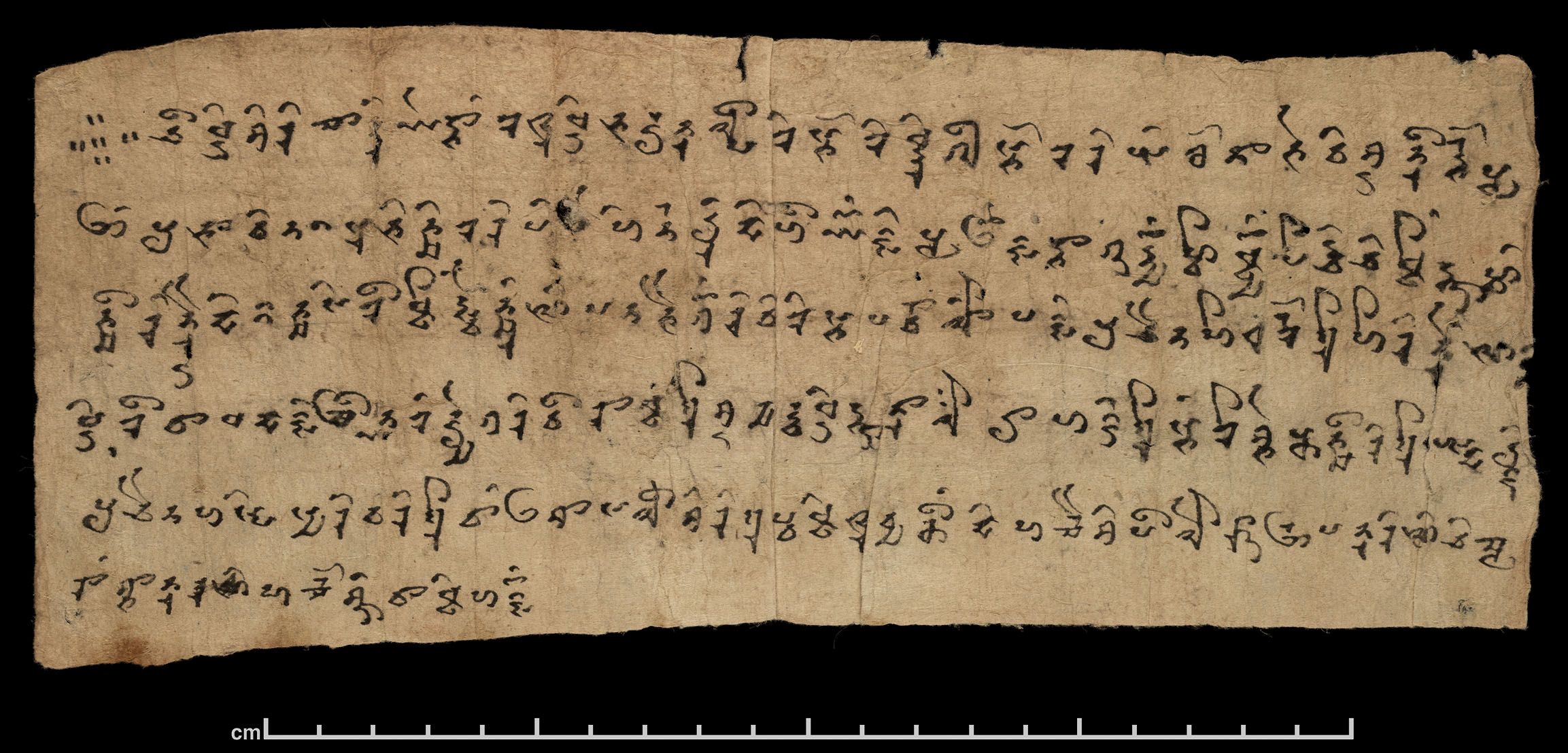
호탄어 운문
BLE4 IOLKHOT50 4R1 1

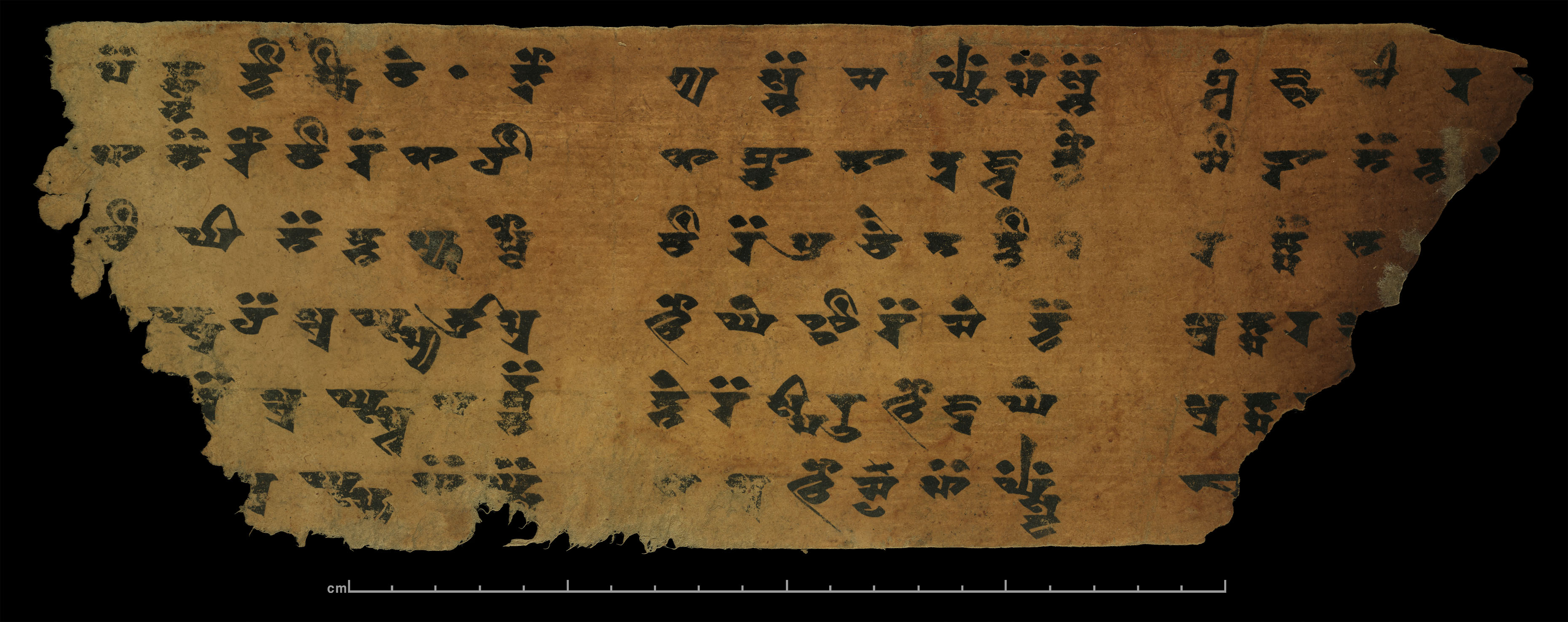
호탄어 불경
BLX3542 OR9614 5R1 1

사카어(Saka language)는 동부 이란어군에 속하는 언어로, 고대 불교국인 호탄 왕국, 카슈가르(소륵) 및 타림분지의 툼슈크 등지에서 사용되었다. 중세 이란어군 언어이다. 두 왕국의 방언 차이에 따라 호탄어(Khotanese) 또는 툼슈크어(Tumshuqese)라고 한다.
서인도의 사카족 지배층인 인도스키타이인과 서사트라프인은 실질적으로 같은 언어를 사용했다.
나무와 종이에 적힌 문서들은 4세기에서 11세기에 걸쳐 나타나며 변형된 브라흐미 문자로 작성되었다. 호탄어보다 툼슈크어가 더 고형으로 나타나지만, 호탄어에 비해 출토 문헌 수가 적어 이해도가 떨어진다. 호탄어 방언은 현대 와히어(Wakhi)와 관련이 있을 것으로 믿어진다. 사카어는 현대 문헌에서 Hvatanai로도 알려져 있다. 많은 프라크리트어 어휘가 호탄어에서 토하라어로 차용되었다.

## 역사
현재 알려진 사카어의 두 방언은 스키타이족의 이주와 관련이 있다. 중국 문헌에 이 지역에서 발생한 침략은 기록된 바 없으며, 일설로는 중국 측 문헌에 기록되기 전인 기원전 200년경에 두 방언을 사용하는 두 사카 집단이 이 지역에 정착했다고 말해진다.
호탄어 방언은 7세기에서 10세기 사이에 문증되며, 일부는 5세기에서 6세기까지 소급되기도 한다. 툼슈크어의 자료는 매우 적으며, 정확한 연대를 추정하는 것은 어려우나 대부분이 7세기 후반에서 8세기에 걸칠 것으로 생각된다.
사카어는 튀르크계 무슬림 집단이 호탄 왕국을 정복한 이후, 신장 지역이 이슬람화·튀르크화되면서 소멸했다
11세기의 언어학자 마흐무드 알카슈가리는 호탄인들이 아직 독자적인 언어와 문자를 가지고 있으며, 터키어를 잘 구사하지 못했다고 하였다. 그의 기술에 따르면 칸차키어와 소그드어와 같이 튀르크계가 아닌 언어가 아직 사용된 지역도 있었다. 이 칸차키어가 사카어의 일종으로 믿어진다. 타림분지가 11세기 말까지 언어적으로 튀르크화되었다고 믿어진다.

## 계통
호탄어와 툼슈크어는 서로 근연 관계에 있는 동부 이란어군 언어이다.

## 고대 호탄어 음운
호탄어의 음운 연구는 비교적 활발히 진행된 반면, 툼슈크어 음운체계의 재구는 자료의 부족으로 인하여 아직 시도된 바가 없다.

### 모음
| 호탄어 전사 | IPA 음소 | IPA 음성 |
| ----------- | -------- | -------- |
| a           | /a/      | [a]      |
| ā           | /a:/     | [a:]     |
| i           | /i/      | [i]      |
| ī           | /i:/     | [i:]     |
| u           | /u/      | [u]      |
| ū           | /u:/     | [u:]     |
| ä           | /ə/      | [ə]      |
| e           | /e:/     | [æ~æ:]   |
| o           | /o:/     | [o~o:]   |
| ai          | /ai̯/     |          |
| au          | /au̯/     |          |
| ei          | /ae̯/     |          |

호탄어는 이른 시기에 11개의 모음 음소를 지닌 것으로 나타나지만 후대에는 여섯 가지 모음 음소 /i/ /u/ /e/ /o/ /ə/ /ɑ/로 대체되었다.
이중모음 /ɑi/ /ɑu/ /ɑə/는 후대에 단모음화되었다.

### 자음
|        |        |        | 양순음             | 치경음           | 권설음    | 구개음     | 연구개음         | 성문음     |
| ------ | ------ | ------ | ------------------ | ---------------- | --------- | ---------- | ---------------- | ---------- |
| 파열음 | 무성   | 무기   |                    | tt, t /t/        | ṭ /ʈ/     |            | k /k/            | (t, g [ʔ]) |
| 파열음 | 무성   | 유기   | ph /pʰ/            | th /tʰ/          | ṭh /ʈʰ/   |            | kh /kʰ/          | (t, g [ʔ]) |
| 파열음 | 유성   | 유성   | p /b/              | t, d /d/         | ḍ /ɖ/     |            | gg /ɡ/           | (t, g [ʔ]) |
| 파찰음 | 무성   | 무기   |                    | tc /ts/          | kṣ /ʈʂ/   | c, ky /tʃ/ |                  |            |
| 파찰음 | 무성   | 유기   |                    | ts /tsʰ/         |           | ch /tʃʰ/   |                  |            |
| 파찰음 | 유성   | 유성   |                    | js /dz/          |           | j, gy /dʒ/ |                  |            |
| 마찰음 | 마찰음 | 마찰음 |                    | t /ð/ (이후 > ʔ) |           |            | g /ɣ/ (이후 > ʔ) |            |
| 치찰음 | 무성   | 무성   |                    | s /s/            | ṣṣ, ṣ /ʂ/ | śś, ś /ʃ/  |                  | h /h/      |
| 치찰음 | 유성   | 유성   |                    | ys /z/           | ṣ /ʐ/     | ś /ʒ/      |                  |            |
| 비음   | 비음   | 비음   | m /m/              | n, ṃ, ṅ /n/      | ṇ /ɳ/     | ñ /ɲ/      |                  |            |
| 접근음 | 중선   | 중선   | v /w/ hv /wʰ///hʷ/ | rr, r /ɹ/        | r /ɻ/     | y /j/      |                  |            |
| 접근음 | 측면   | 측면   |                    | l /l/            |           |            |                  |            |

호탄어의 자음은 41개 혹은 42개의 음소로 나타난다.

### 소리 변화
호탄어는 전반적인 약화(lenition), 권설음 및 무성 유기음의 발달이 특징적이다.
공통 사카어의 공통 개신
- *ć, *j́ → s, ys, 단 *ćw, *j́w → śś, ś
- *ft, *xt → *βd, *ɣd
- 어두 혹은 모음 및 *r 뒤에서 약화 *b, *d, *g → *β, ð, ɣ
- 비음 + 무성 자음 → 비음 + 유성 자음 (*mp, *nt, *nč, *nk → *mb, *nd, *nj, *ng)
- *ər (성절자음) → *ur (순음 앞에서 *m, *p, *b, *β); → *ir 혹은 *ar (기타 환경에서)
- *rn, *rm → rr
- *sr → ṣ
- *č, *ǰ → tc, js

동부 사카어의 공통 개신
- 비음 + 유성 자음 → 장비음 (*mb, *nd → *mm, *nn, 단 *ng은 유지됨)
- *i 및 *u,를 포함하는 음절 앞에서 *a가 i 및 u로 변화하는 불확실한 움라우트 현상 (*masita → *misita → mista ~ mästa “크다”)
- 모음 및 *r 뒤에서 약화 *p, *t, *č, *k → b, d, ǰ, g
- 자음 앞에서 *f, *x → *β, *ɣ
- 모음 a, i와 자음 사이에서 *ɣ → *i̯ (*daxsa- → *daɣsa- → *daisa- → dīs- “태우다”)
- 모음 뒤에서 *β → w; *ð, *ɣ → ∅
- *rð → l
- 모음 뒤에서 *f, *θ, *x → *h
- 어두에서 *w, *j → *β, *ʝ
- *r 앞의 어두에서 *f, *θ, *x → *β, ð, ɣ (θrayah → ðrayi → drai “셋”)
- 자음군 *rC 및 *ST (치찰음 + 치음) 앞에서 강세 모음의 장음화 (*sarta → *sārta → sāḍa “춥다”, *astaka → āstaa “뼈”, 단 *aštā́ → haṣṭā “여덟”은 아님).
  - 치찰음이 아닌 마찰음 및 *r을 포함하는 자음군 앞에서 모음의 보상적 장음화 (*puhri → pūrä “아들”, darɣa → dārä “길다”), 단 *ər에서 기원하는 -ir- 및 -ur-는 영향을 받지 않는다 (*mərɣa- → mura- “가금(家禽)”).
- 어중 비강세 단모음 및 장모음의 축약 (*hámānaka → *hamanaka → hamaṅgä)
- *uw → u
- 어두에서 *β, ð, ʝ, ɣ > b, d, ɟ, g
- *f, *θ, *x → ph, th, kh (남아 있는 경우)
- *rth → ṭh; *rt, *rd → ḍ
- 모음 및 *r 앞에서 약화 b, d, g (이른 시기의 무성 자음에서 기원) → β (→ w), ð, ɣ
  - 이 환경에서 ḍ 또한 음성적으로 ḷ 혹은 ṛ 으로 변화한다.
- 특정 자음의 경개구음화:

| 전기     | 후기   |
| -------- | ------ |
| *ky      | c, ky  |
| *gy      | j, gy  |
| *khy     | ch     |
| *tcy     | c      |
| *jsy     | j      |
| *tsy     | ch     |
| *ny      | ñ, ny  |
| *sy      | śś     |
| *ysy     | ś      |
| *st, *ṣṭ | śt, śc |

## 문헌

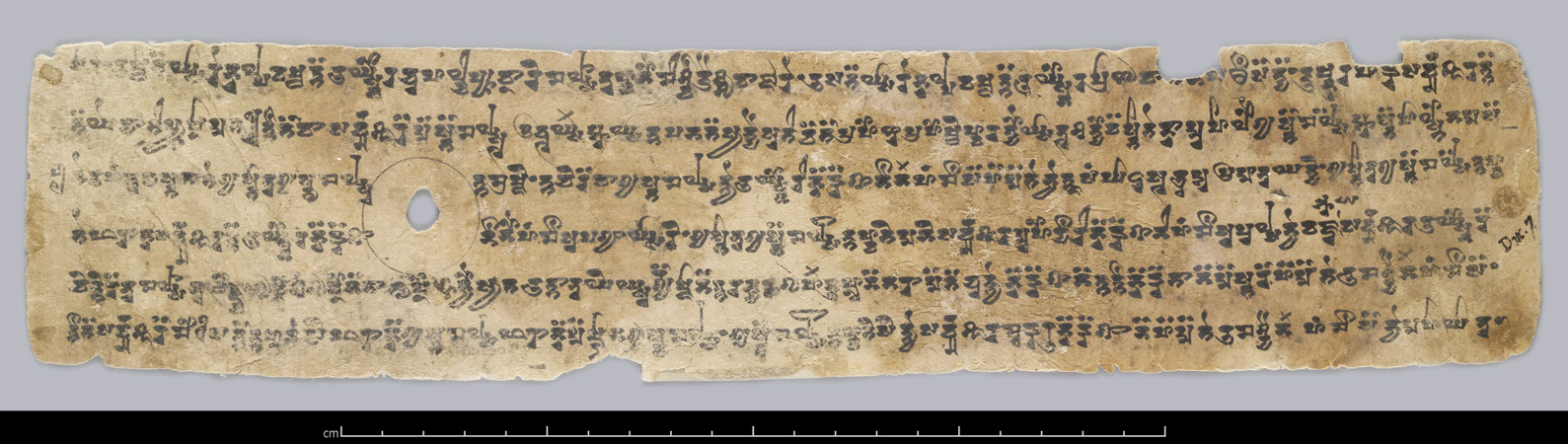
호탄 동북부 단단 윌릭(Dandan Oilik) 출토의 호탄어 문헌. 대영도서관 소장.

이식 쿠르간(Issyk kurgan)에서의 비문에 카로슈티 문자로 적혀 있는 호탄어로 추정되는 것을 제외하면, 현존하는 모든 문헌은 호탄과 툼슈크에서 작성된 것이다. 둔황 문헌에는 2,300개 이상의 호탄어 텍스트가 남아 있으나 툼슈크어는 15 텍스트밖에 남아 있지 않다. 해럴드 월터 베일리(Harold Walter Bailey)에 의해 해독되었다. 가장 이른 시기의 텍스트는 4세기까지 소급하며 주로 종교 관련 문서이다. 호탄 왕국에는 정사(精舍, vihara)가 있었으며 모든 시대에 걸쳐 공통적으로 불경의 번역이 나타난다. 역사적으로 중요한 왕궁으로 보내는 보고서(haṣḍa aurāsa)뿐만 아니라 사문서도 다수 발견되었다.

## 참고 문헌
- “"Prothetic H-" in Khotanese and the Reconstruction of Proto-Iranic” (PDF). 《Martin Kummel》 (영어). Script and Reconstruction in Linguistic History―Univerzita Karlova v Praze, March 2020.
- Bailey, H. W. (1979). 《Dictionary of Khotan Saka》 (영어). Cambridge University Press.
- “Iranian Languages”. 《Encyclopædia Iranica》 (영어).
- Emmerick, R. E.; Pulleyblank, E. G. (1993). 《A Chinese text in Central Asian Brahmi script: new evidence for the pronunciation of Late Middle Chinese and Khotanese》 (영어). Roma: Istituto italiano per il Medio ed Estremo Oriente. (On connections between Chinese and Khotanese, such as loan words and pronunciations)